# Русин, Ростислав Игоревич
Ростисла́в И́горевич Ру́син  (укр. Ростислав Ігорович Русин; род. 26 октября 1995, Жидачов, Львовская область) — украинский футболист, атакующий полузащитник одесского «Черноморца».

## Биография
Футболом начал заниматься в ДЮСШ г. Жидачова. Во время обучения в киевском Олимпийском колледже имени Ивана Поддубного выступал за команду РВУФК в ДЮФЛ Украины. Затем перешёл в систему донецкого «Шахтера», воспитанником которой и считается. В составе «горняков» играл за юниорскую и молодёжную команды, выступал в Юношеской лиге УЕФА.
В феврале 2017 года перешёл в клуб Высшей лиги Латвии «Спартак» (Юрмала). В основном составе клуба сыграл один матч. 27 марта 2017 года он вышел на замену на 75-й минуте гостевой встречи с РФС. Летом 2017 года стал свободным агентом. В августе 2018 года заключил контракт с клубом Первой лиги Украины «Рух». Дебютировал в основном составе команды 18 августа 2018, выйдя на замену на 46-й минуте матча 5-го тура с ФК «Ингулец». Всего в составе «Руха» в первом и высших дивизионах, а также Кубке страны провел 67 матчей, забил 4 гола и сделал 12 голевых передач.
3 июля 2021 года — заключил контракт с клубом Высшей лиги Украины «Металлист 1925».

## Достижения
«Спартак» Юрмала
- Чемпион Латвии: 2017

«Рух» (Львов)
- Серебряный призёр Первой лиги Украины: 2019/20